# Diogenes från Seleukia

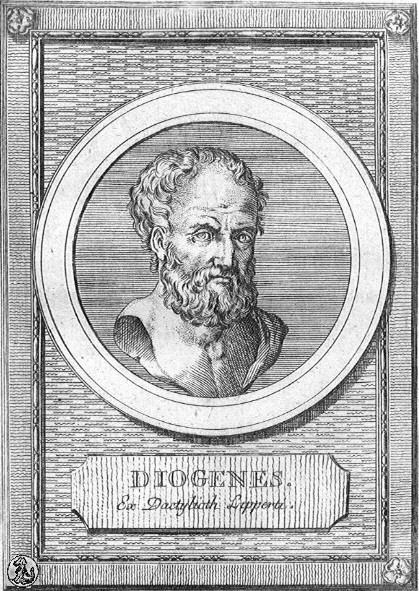

Diogenes från Seleukia (Även känd som Diogenes Babylonicus, ca. 230 f.Kr. - ca. 150/140 f.Kr.), var en grekisk stoisk filosof. Han var föreståndare (skolark) för den stoiska skolan i Aten och han var en av tre filosofer som sändes till Rom 155 f.Kr. Han var författare till många verk, men inga av dessa har överlevt annat än som citat hos andra.

## Levnad
Diogenes föddes i Seleukia i Babylonien och fick undervisning i Aten under beskydd av Krysippos och efterträdde Zenon som föreståndare för den stoiska skolan under andra århundradet f.Kr. Till hans elever hörde Panaitios och Antipatros från Tarsos som efterträdde honom som skolark. Han verkar att ha noga följt Krysippos inställning, särskilt vad gäller dialektik där han sägs ha påverkat Karneades.
Tillsammans med Karneades och Kritolaos sändes han år 155 f.Kr. till Rom för att överklaga ett bötesbelopp på femhundra talenter som utdömts mot Aten för plundringen av Oropos. De framförde först sina epideiktiska tal inför ett antal privata församlingar, och sedan inför den romerska senaten. Diogenes tillfredsställde sina åhörare främst genom sitt nyktra och behärskade tal.
Cicero berättar om honom som avliden före år 150 f.Kr., och därefter hävdar Lucianus att han var åttio år gammal när han dog,, så han måste ha fötts runt 230 f.Kr. Det finns dock några belägg för att han kan ha levat till runt år 140 f.Kr.

## Verk
Cicero kallar Diogenes för "en stor och betydande stoiker". I verken av den epikureiska filosofen Philodemos som återfunnits som förkolnade papyrusrullar i Villa dei Papyri i Herculaneums ruiner omnämns Diogenes oftare än någon annan filosof med undantag av Epikuros själv.
Han skrev ett flertal böcker, av vilka dock föga mer än titlarna är kända: